# Antoine de Paule
 Antoine de Paule (Toulouse, 1570-La Valetta, 9 de junio de 1636) fue el 56.º gran maestre de la Orden de Malta.
Nacido en Toulouse, varios miembros de su familia, cuyo origen llega a Génova, fueron capitouls del Parlamento de Toulouse.